# Football Club Utrecht 2014-2015
Questa voce raccoglie le informazioni riguardanti il Football Club Utrecht nelle competizioni ufficiali della stagione 2014-2015.

## Stagione
Nella stagione 2014-2015 l'FC Utrecht ha disputato l'Eredivisie, massima serie del campionato olandese, terminando il torneo all'undicesimo posto con 41 punti conquistati in 34 giornate, frutto di 11 vittorie, 8 pareggi e 15 sconfitte. Nella KNVB beker l'FC Utrecht è sceso in campo dal secondo turno, venendo subito eliminato dal PSV.

## Rosa
| N. |                        | Ruolo | Calciatore          |
| -- | ---------------------- | ----- | ------------------- |
| 1  | Paesi Bassi (bandiera) | P     | Robbin Ruiter       |
| 2  | Paesi Bassi (bandiera) | D     | Mark van der Maarel |
| 3  | Paesi Bassi (bandiera) | D     | Ramon Leeuwin       |
| 5  | Paesi Bassi (bandiera) | D     | Christian Kum       |
| 6  | Paesi Bassi (bandiera) | C     | Anouar Kali         |
| 7  | Francia (bandiera)     | A     | Édouard Duplan      |
| 8  | Paesi Bassi (bandiera) | C     | Willem Janssen      |
| 9  | Paesi Bassi (bandiera) | A     | Ruud Boymans        |
| 10 | Paesi Bassi (bandiera) | A     | Nacer Barazite      |
| 11 | Australia (bandiera)   | A     | Thomas Oar          |
| 13 | Paesi Bassi (bandiera) | D     | Gévero Markiet      |
| 14 | Paesi Bassi (bandiera) | D     | Kai Heerings        |
| 15 | Paesi Bassi (bandiera) | C     | Mark Diemers        |
| 16 | Paesi Bassi (bandiera) | C     | Yassin Ayoub        |
| 17 | Australia (bandiera)   | D     | Michael Zullo       |
| 18 | Spagna (bandiera)      | C     | Fernando Quesada    |

| N. |                        | Ruolo | Calciatore          |
| -- | ---------------------- | ----- | ------------------- |
| 19 | Australia (bandiera)   | C     | Adam Sarota         |
| 20 | Paesi Bassi (bandiera) | A     | Danny Verbeek       |
| 21 | Svezia (bandiera)      | A     | Kristoffer Peterson |
| 22 | Francia (bandiera)     | A     | Sébastien Haller    |
| 24 | Paesi Bassi (bandiera) | D     | Yannick Cortie      |
| 25 | Paesi Bassi (bandiera) | D     | Timo Letschert      |
| 26 | Paesi Bassi (bandiera) | C     | Sean Klaiber        |
| 27 | Paesi Bassi (bandiera) | A     | Gyliano van Velzen  |
| 30 | Paesi Bassi (bandiera) | P     | Jeroen Verhoeven    |
| 34 | Paesi Bassi (bandiera) | D     | Jeff Hardeveld      |
| 37 | Paesi Bassi (bandiera) | A     | Gyrano Kerk         |
| 44 | Marocco (bandiera)     | C     | Sofyan Amrabat      |
| 45 | Stati Uniti (bandiera) | A     | Rubio Rubin         |
| 47 | Paesi Bassi (bandiera) | A     | Rodney Antwi        |
| 49 | Paesi Bassi (bandiera) | A     | Issa Kallon         |

## Risultati

### Eredivisie

#### Girone di andata
| 8 agosto 2014, ore 20:00 1ª giornata | PEC Zwolle | 2 – 0 | Utrecht |  |

| 17 agosto 2014, ore 14:30 2ª giornata | Utrecht | 2 – 1 | Willem II |  |

| 24 agosto 2014, ore 14:30 3ª giornata | Feyenoord | 1 – 2 | Utrecht |  |

| 30 agosto 2014, ore 20:45 4ª giornata | Heerenveen | 3 – 1 | Utrecht |  |

| 14 settembre 2014, ore 12:30 5ª giornata | Utrecht | 0 – 0 | ADO Den Haag |  |

| 21 settembre 2014, ore 16:45 6ª giornata | Utrecht | 1 – 0 | Groningen |  |

| 28 settembre 2014, ore 14:30 7ª giornata | Twente | 3 – 1 | Utrecht |  |

| 4 ottobre 2014, ore 20:45 8ª giornata | Utrecht | 2 – 3 | Go Ahead Eagles |  |

| 19 ottobre 2014, ore 14:30 9ª giornata | Dordrecht | 1 – 3 | Utrecht |  |

| 26 ottobre 2014, ore 14:30 10ª giornata | Utrecht | 1 – 5 | PSV |  |

| 2 novembre 2014, ore 12:30 11ª giornata | Utrecht | 3 – 1 | Vitesse |  |

| 7 novembre 2014, ore 20:00 12ª giornata | Excelsior | 2 – 2 | Utrecht |  |

| 23 novembre 2014, ore 16:45 13ª giornata | Utrecht | 1 – 3 | Cambuur |  |

| 29 novembre 2014, ore 19:45 14ª giornata | NAC Breda | 1 – 5 | Utrecht |  |

| 7 dicembre 2014, ore 14:30 15ª giornata | Utrecht | 2 – 4 | Heracles Almelo |  |

| 14 dicembre 2014, ore 12:30 16ª giornata | Ajax | 3 – 1 | Utrecht |  |

| 20 dicembre 2014, ore 20:45 17ª giornata | AZ Alkmaar | 0 – 3 | Utrecht |  |

#### Girone di ritorno
| 18 gennaio 2015, ore 14:30 18ª giornata | Utrecht | 1 – 2 | Heerenveen |  |

| 25 gennaio 2015, ore 14:30 19ª giornata | Groningen | 2 – 2 | Utrecht |  |

| 1 febbraio 2015, ore 14:30 20ª giornata | Utrecht | 0 – 2 | PEC Zwolle |  |

| 4 febbraio 2015, ore 20:45 21ª giornata | Willem II | 1 – 0 | Utrecht |  |

| 7 febbraio 2015, ore 20:45 22ª giornata | PSV | 3 – 1 | Utrecht |  |

| 15 febbraio 2015, ore 14:30 23ª giornata | Utrecht | 6 – 1 | Dordrecht |  |

| 21 febbraio 2015, ore 20:45 24ª giornata | Heracles Almelo | 1 – 1 | Utrecht |  |

| 1 marzo 2015, ore 14:30 25ª giornata | Utrecht | 0 – 0 | Feyenoord |  |

| 8 marzo 2015, ore 16:45 26ª giornata | Utrecht | 6 – 2 | AZ Alkmaar |  |

| 14 marzo 2015, ore 19:45 27ª giornata | Cambuur | 3 – 1 | Utrecht |  |

| 20 marzo 2015, ore 20:00 28ª giornata | Utrecht | 3 – 4 | NAC Breda |  |

| 5 aprile 2015, ore 12:30 29ª giornata | Utrecht | 1 – 1 | Ajax |  |

| 12 aprile 2015, ore 16:45 30ª giornata | ADO Den Haag | 2 – 0 | Utrecht |  |

| 19 aprile 2015, ore 16:45 31ª giornata | Utrecht | 1 – 0 | Twente |  |

| 25 aprile 2015, ore 19:45 32ª giornata | Go Ahead Eagles | 0 – 2 | Utrecht |  |

| 10 maggio 2015, ore 14:30 33ª giornata | Utrecht | 2 – 2 | Excelsior |  |

| 17 maggio 2015, ore 14:30 34ª giornata | Vitesse | 3 – 3 | Utrecht |  |

## Statistiche

### Statistiche di squadra
| Competizione          | Punti | In casa | In casa | In casa | In casa | In casa | In casa | In trasferta | In trasferta | In trasferta | In trasferta | In trasferta | In trasferta | Totale | Totale | Totale | Totale | Totale | Totale | DR |
| Competizione          | Punti | G       | V       | N       | P       | Gf      | Gs      | G            | V            | N            | P            | Gf           | Gs           | G      | V      | N      | P      | Gf     | Gs     | DR |
| --------------------- | ----- | ------- | ------- | ------- | ------- | ------- | ------- | ------------ | ------------ | ------------ | ------------ | ------------ | ------------ | ------ | ------ | ------ | ------ | ------ | ------ | -- |
| Eredivisie            | 41    | 17      | 6       | 4       | 7       | 32      | 31      | 17           | 5            | 4            | 8            | 28           | 31           | 34     | 11     | 8      | 15     | 60     | 62     | -2 |
| Coppa dei Paesi Bassi | -     | 0       | 0       | 0       | 0       | 0       | 0       | 1            | 0            | 0            | 1            | 0            | 2            | 1      | 0      | 0      | 1      | 0      | 2      | -2 |
| Totale                | -     | 17      | 6       | 4       | 7       | 32      | 31      | 18           | 5            | 4            | 9            | 28           | 33           | 35     | 11     | 8      | 16     | 60     | 64     | -4 |